# Hedonism Resorts
Hedonism II og Hedonism III er to feriecentre i Jamaica drevet af selskabet SuperClubs. Hedonism II åbnede i 1976 i Negril, Hedonism III åbnede i 1999 i Ocho Rios; . Begge feriecentre har områder som er reserveret for nudister. De er kendte for deres liberale holdninger til sex, narkotika og alkohol. Børn har ingen adgang.
Offentlig nøgenhed er forbudt i Jamaica, men lovene håndhæves ikke (og kommer muligvis ikke til at blive anvendt) i private feriecentre.

## Links
- Officiel hjemmeside Arkiveret 10. september 2005 hos  Wayback Machine
- SuperClubs officiel hjemmeside

18°20′N 78°20′V / 18.34°N 78.34°V